# Blissford
Blissford – wieś w Anglii, w hrabstwie Hampshire, w dystrykcie New Forest. Leży 31 km na południowy zachód od miasta Winchester i 131 km na południowy zachód od Londynu.